# Alopoglossus brevifrontalis
Alopoglossus brevifrontalis — вид ящірок родини Alopoglossidae. Мешкає в Амазонії.

## Поширення і екологія
Alopoglossus brevifrontalis мешкають в Бразилії, Венесуелі, Колумбії, Еквадорі, Перу і Болівії, трапляються в Гаяні і Суринамі. Вони живуть у вологих тропічних лісах, серед опалого листя. Зустрічаються на висоті від 120 до 1000 м над рівнем моря. Відкладають яйця.